# ۳۰ شخص زیر ۳۰ سال فوربز
۳۰ شخص زیر ۳۰ سال فوربز (انگلیسی: Forbes 30 Under 30) فهرستی متشکل از ۳۰ شخص که کمتر از ۳۰ سال سن دارند است که سالانه توسط مجله فوربز منتشر می‌شود. این فهرست برای اولین بار در سال ۲۰۱۱ منتشر شد. فهرست‌های آمریکایی ۶۰۰ چهره تجاری و صنعتی را به رسمیت می‌شناسند که ۳۰ نفر در بیست صنعت انتخاب می‌شود.